# Dragoste în cerc restrâns
Dragoste în cerc restrâns (în engleză Sidewalks of New York) este un film american de comedie și dramă, din 2001, regizat și scenarizat de Edward Burns, care, de asemenea apare și în film.

## Acțiune
Thomas Reilly se mută ca producător de film în Manhattan. Într-o bună zi prietena lui îl dă afară din locuința lor comună. Reilly ajuns pe stradă, începe să aibă legături cu  femei ca învățătoarea Maria Tedesko. Griffin Ritso își înșală soția cu Kellnerin Ashley, o chelneriță de 19 ani. Soția lui Ritso se răzbună prin a avea relații cu Reilly. Tânăra Ashley cunoaște între timp pe Bazler care a fost soțul Mariei Tedesko.

## Distribuție
- Edward Burns: Thomas Reilly („Tommy“)
- Michael Leydon Campbell: Gio / Harry
- Nadia Dajani: Hilary
- Rosario Dawson: Maria Tedesko
- Kathleen Doyle: Katy
- Dennis Farina: Carpo
- Heather Graham: Annie Matthews
- Leah Gray: asistentă stomatologă
- Timothy Jerome: Dr. Lance
- David Krumholtz: Benjamin Bazler („Benny“)
- Libby Langdon: Miss cu Make-up
- Alicia Meer: Miss im Aufzug
- Brittany Murphy: Ashley
- Penny Balfour: Prostituată
- Callie Thorne: Sue
- Stanley Tucci: Griffin Ritso
- Aida Turturro: Shari